# Elias Schreml
Elias Schreml (12 de octubre de 2000) es un deportista de Alemania que compite en atletismo. Ganó una medalla de oro en el Campeonato Europeo de Atletismo Sub-20 de 2019, en la prueba de 3000 m.